# Kristel Lisberg
Kristel Lisberg (født 1989, voksede op i Tvøroyri) er en sangerinde fra Færøerne. Hun har boet i Danmark de seneste år, hvor hun blev et kendt navn, da hun deltog i X Factor i 2012. I 2014 udgav hun singlen "Without You", og i 2015 udgav hun endnu en single "September", der er en meget personlig sang, der er tilegnet hendes bror, som døde i en trafikulykke i 1999 kun 19 år gammel. Hun har deltaget som solist i Dansk Melodi Grand Prix 2016 med sangen "Who Needs a Heart?".
Kristel Lisberg fortalte til Færøernes Radio, Kringvarp Føroya, at det ver Danmarks Radio der havde henvendt sig til hende og havde bedt hende om at synge en af sangene, der var indstillet til Dansk Melodi Grand Prix 2016. Who Needs a Heart og er skrevet af to svenske sangskrivere: Sara Ljunggren og Jonas Gladnikoff.
Kristel havde sin første optræden allerede som 7 årig, og efterfølgende turnerede hun rundt Færøerne som 12 årig sammen med sin far, Jens Lisberg, som er en af Færøernes velkendte country-sangere.
Kristel har studeret på Københavns Erhvervsakademi og blev uddannet som optiker i slutningen af januar 2016. Hun arbejder hos Louis Nielsen..
Kristel er med i en nye TV-konkurrence på DK4 og er pr. november 2016 også snart ude med en ny single.

## Udgivelser

### Single
- 2015 - September[10]
- 2014 - Without You
- 2011 - In The Lights (vocal, komponist og tekstforfatter: Kristel Lisberg)[11]
- 2003 - Aint No Love[12]

## Priser og nomineringer
- 2015 - Nomineret til Faroese Music Awards i kategorien Årets sangerinde
- 2012 - Nomineret til Planet Awards i kategorien Årets nye artist/band

## References
1. 1 2  kvf.fo - DR heitti á Kristel um at syngja, skrevet den 14.01.2016 - 14:18
2. ↑  X Factor-Kristel sang sig ud af sorgen | BILLED-BLADET
3. ↑  Kristel Lisberg | Spotify
4. ↑  "Country.fo - Kristel Lisberg". Arkiveret fra originalen 3. februar 2016. Hentet 15. januar 2016.
5. ↑  eurovision.tv - 10 acts hoping to represent Denmark in 2016
6. ↑  kvf.fo - Teppið bleiv skrykt undan okkum, skrevet af Rannvá G. Fossaberg den 25.03.2015.
7. ↑  "Jens Lisberg" (færøsk). Sørvágs Country & Blues Festivalur. Arkiveret fra originalen 9. august 2016. Hentet 15. januar 2016.
8. ↑  Reinsariid.fo - JENS LISBERG Í REINSARÍNUM
9. ↑  Om Kristel Lisberg - hendes Facebook-profil
10. ↑  September á YouTube
11. ↑  Lindenskov, Eirikur (4. august 2014). "Kristel Lisberg við nýggjum staklag" (færøsk). in.fo. Arkiveret fra originalen 13. februar 2021. Hentet 16. januar 2016.
12. ↑  "Kristel í X Factor". Vikublaðið (færøsk). Miðlahúsið (paper) - Calameo (web). 21. december 2011. s. 2. Hentet 16. januar 2016.